# العلاقات الإريترية الكوبية
العلاقات الإريترية الكوبية هي العلاقات الثنائية التي تجمع بين إريتريا وكوبا.

## مقارنة بين البلدين
هذه مقارنة عامة ومرجعية للدولتين:
| وجه المقارنة                                              | إريتريا                                      | كوبا                              |
| --------------------------------------------------------- | -------------------------------------------- | --------------------------------- |
| المساحة (كم2)                                             | 117.60 ألف                                   | 109.88 ألف                        |
| عدد السكان (نسمة)                                         | 6.33 مليون                                   | 11.48 مليون                       |
| الكثافة السكانية (ن./كم²)                                 | 53.83                                        | 104.48                            |
| العاصمة                                                   | أسمرة                                        | هافانا                            |
| اللغة الرسمية                                             | اللغة التغرينية، اللغة العربية، لغة إنجليزية | اللغة الإسبانية                   |
| العملة                                                    | ناكفا                                        | بيزو كوبي، بيزو كوبي قابل للتحويل |
| الناتج المحلي الإجمالي (بليون دولار)                      | 2.61 مليار                                   | 87.13 مليار                       |
| الناتج المحلي الإجمالي (تعادل القوة الشرائية) بليون دولار |                                              |                                   |
| الناتج المحلي الإجمالي الاسمي للفرد دولار أمريكي          |                                              |                                   |
| الناتج المحلي الإجمالي للفرد دولار أمريكي                 |                                              |                                   |
| مؤشر التنمية البشرية                                      | 0.391                                        | 0.769                             |
| رمز المكالمات الدولي                                      | +291                                         | +53                               |
| رمز الإنترنت                                              | .er                                          | .cu                               |
| المنطقة الزمنية                                           | ت ع م+03:00                                  | 00                                |

## منظمات دولية مشتركة
يشترك البلدان في عضوية مجموعة من المنظمات الدولية، منها:
| علم المنظمة | اسم المنظمة                                 | تاريخ انضمام إريتريا | تاريخ انضمام كوبا |
| ----------- | ------------------------------------------- | -------------------- | ----------------- |
|             | منظمة حظر الأسلحة الكيميائية                | ?                    | ?                 |
|             | يونسكو                                      | 2 سبتمبر 1993        | 29 أغسطس 1947     |
|             | الاتحاد الدولي للاتصالات                    | 6 أغسطس 1993         | 16 يناير 1918     |
|             | الأمم المتحدة                               | 28 مايو 1993         | 24 أكتوبر 1945    |
|             | الاتحاد البريدي العالمي                     | ?                    | ?                 |
|             | منظمة الشرطة الجنائية الدولية               | ?                    | ?                 |
|             | مجموعة دول أفريقيا والكاريبي والمحيط الهادئ | ?                    | ?                 |

## وصلات خارجية
- موقع وزارة الخارجية الكوبية